# Невеска
Невеска (грч. Νυμφαίο, Нимфео) је насеље у Грчкој у општини Суровичево, периферија Западна Македонија. Према попису из 2021. било је 63 становника.
Македонски историчар Тодор Симовски, 1998. године наводи да је Невеска аромунско насеље.

## Становништво
| Година       | 1951 | 1961 | 1971 | 1981 | 1991 | 2001 | 2011 |
| ------------ | ---- | ---- | ---- | ---- | ---- | ---- | ---- |
| Становништво | 360  | 275  | 130  | 158  | 244  | 413  | 132  |